# インジヤ
インジヤ（セルビア語: Инђија / Inđija）は、セルビアの自治体、またその自治体の中心をなす町である。2002年時の町の人口は2万6247人で、面積は384 km2。一方、自治体の人口は4万9609人。ヴォイヴォディナ自治州のスレム（シルミア）地域に属する。インジャとも表記される。

## 歴史

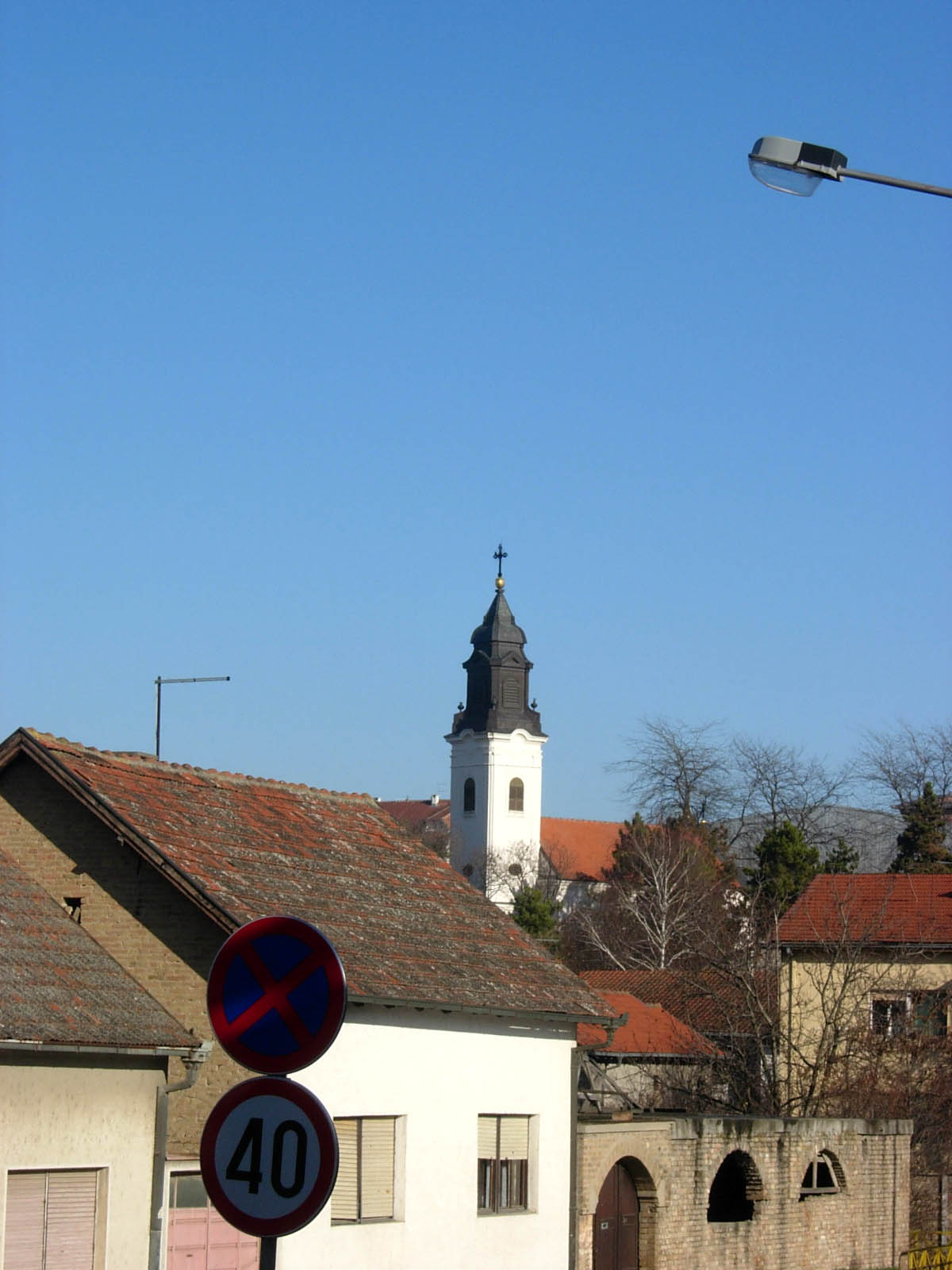
由緒あるセルビア正教会の建物

1496年にセルビア専制君主のヨヴァン・ブランコヴィッチが出した憲章がインジヤが実在したという最古の証拠だが、1455年には既にハンガリーのスヨク家の所有となっていた。16世紀から18世紀にかけてのオスマン帝国時代には、住民の大部分をセルビア人が占めていた。
1717年にハプスブルク帝国領となり、ブルガリアのチプロフツィからやってきたペヤチェヴィチ家のマルコ・ペヤチェヴィチ公爵の領地となった。中世の市街地は現在より少し北に築かれていた。新市街は1746年にベシュカからやってきたセルビア人によって建設された。建設当初は60世帯だったが、1791年には122世帯、1054人が暮らすようになった。18世紀後期には新市街の住民のほとんどをセルビア人が占めた。19世紀初頭にはドイツ人とチェコ人が、19世紀終盤にはハンガリー人が入植してきた。
1860年には再びハンガリー王国領になった。郵便制度が確立した19世紀初頭、インジヤでは初めて物産祭りが開かれた。1850年には電信が、1886年には郵便送金が可能となった。1897年には最初の銀行と最初の職業専門学校が置かれた。1911年には最初の発電所が稼動を開始した。
インジヤの産業発展は、19世紀中ごろに工場が設立されたのに伴い始まった。1890年にはブダペストの会社が一日あたり車10台の小麦を製粉できる、初めての大規模な製粉工場を建てた。20世紀初頭には毛皮工場も設立された。
この地の産業発展は鉄道に支えられた面が大きい。インジヤに鉄道が通ったのは1883年のことで、北のスボティツァ、西のザグレブから延びた線路がこの地で一つになり、ベオグラードまで続いていった。インジヤは、ザグレブとベオグラードという、バルカン半島の2つの重要拠点を結ぶ鉄道路線の交差点となった。
1918年にインジヤはユーゴスラビア王国領となった。第一次世界大戦が終結すると乳母車、釘、ジャム、粉末卵、パラシュート、反物などの工場が設立され、第二次世界大戦直後には金属加工の工場もあった。大きな貿易商社が本社を置き、商いの町としても栄えた。1939年には付近に「国際道路」が敷かれた。
第二次大戦前、町の総人口7900人のうち5900人はドイツ人が占めていた。そのころ町はヴォイヴォディナで最も発展した入植地で、スレム地域に住むドイツ人の精神的・文化的な中心地でもあった。
第二次大戦時は枢軸国が占領していたが、1944年に枢軸国側が敗北すると、街に残されたドイツ人らは全員収容所送りにされた。それからは移民の流入が激化した。その後新たな人口流入が始まり、街の民族比率は大きく変化した。2002年国勢調査の時点で、町の人口の87.61%はセルビア人であるが、古くから多くの民族が平和的に暮らしてきた民族共存の精神は今も残されている。こんにちのセルビアでは発展の進んだ部類の街であり、多くの投資を集めている。
2020年12月15日、セルビアに進出した日本のトーヨータイヤがインジヤでセルビア工場の起工式を行った。式典にはアレクサンダル・ブチッチ大統領も出席した。

## 村落

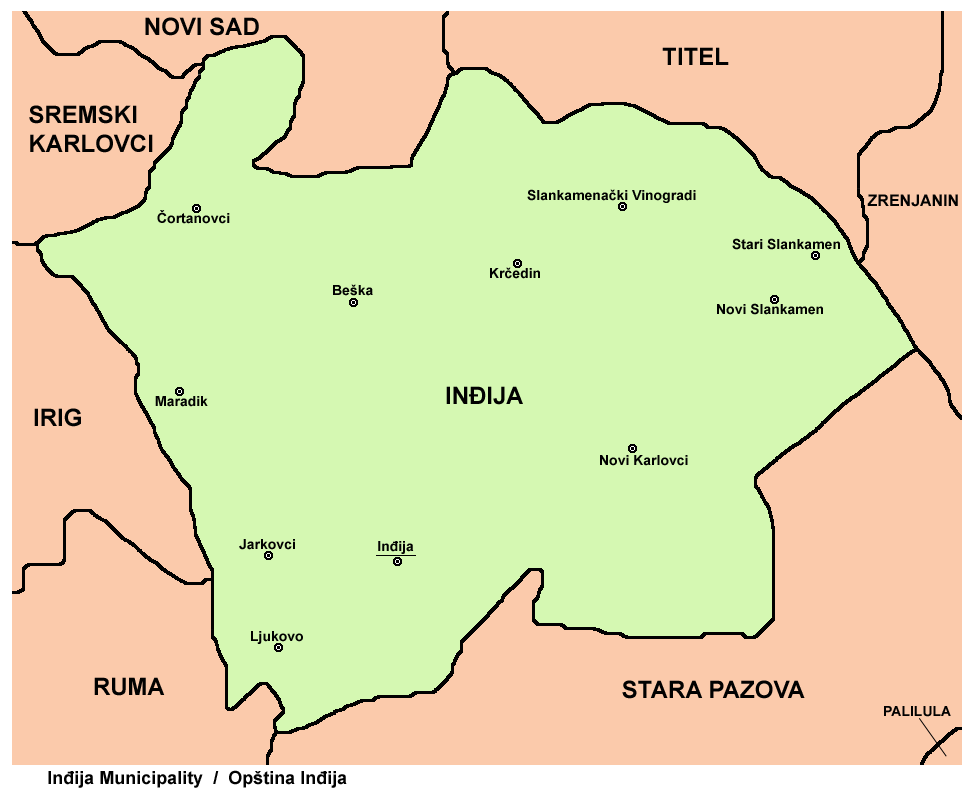
自治体内の地図

インジヤ自治体はインジヤ町と下記の村々から成る。
- ベシュカ（Beška）
- ヤルコヴツィ（Jarkovci）
- クルチェディン（Krčedin）
- リュコヴォ（Ljukovo）
- マラディク（Maradik）
- ノヴィ・カルロヴツィ（Novi Karlovci）
- ノヴィ・スランカメン（Novi Slankamen）
- スランカメナチュキ・ヴィノグラディ（Slankamenački Vinogradi）
- スタリ・スランカメン（Stari Slankamen）
- チョルタノヴツィ（Čortanovci）

## 人口動静

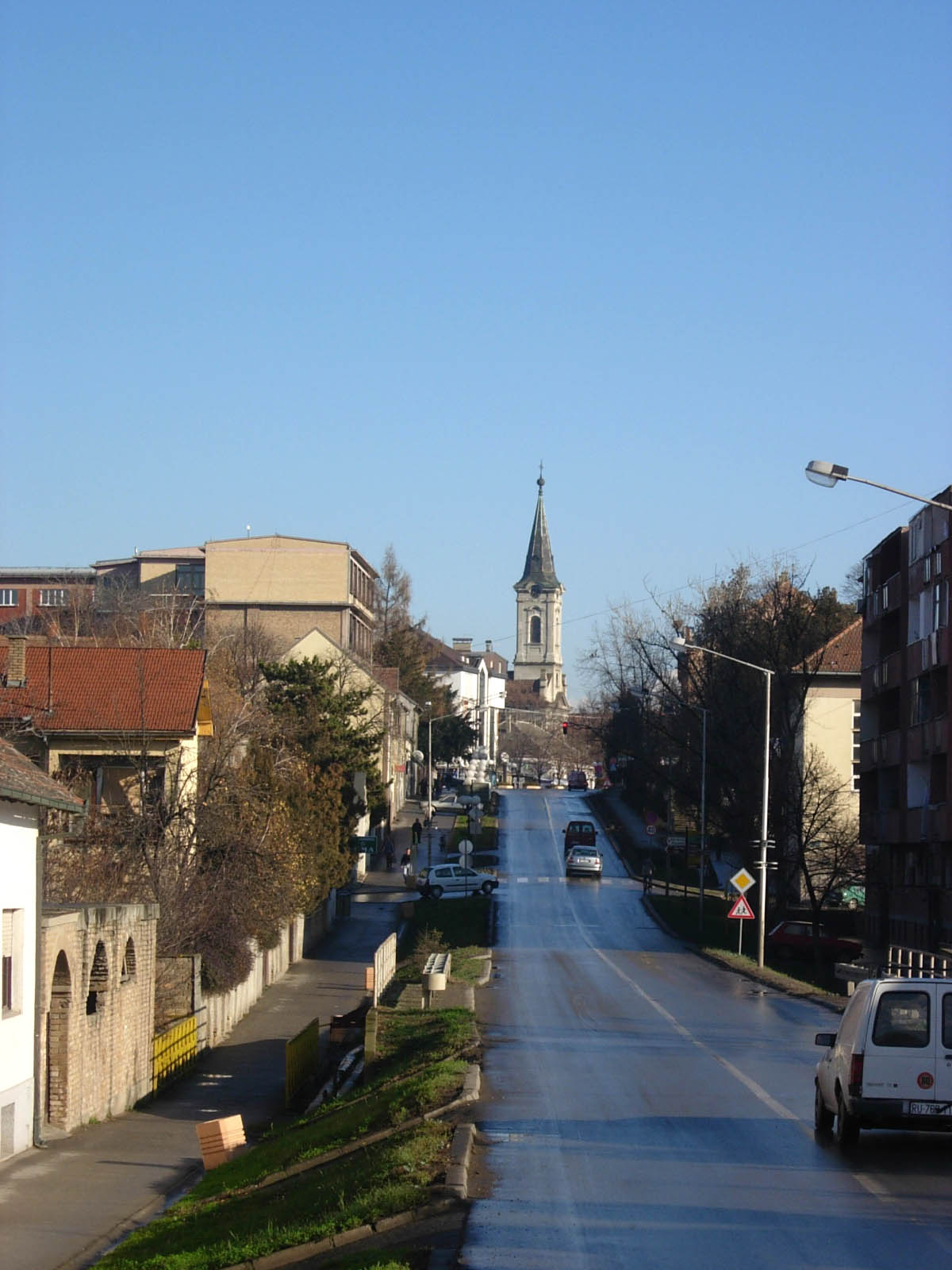
町の中心に聳える教会

データは2002年国勢調査時のもの。

### 自治体の民族構成
- セルビア人 4万2105人（84.87%）
- クロアチア人 1904人（3.83%）
- ユーゴスラビア人 969人（1.95%）
- ハンガリー人 962人（1.93%） など

自治体内の村落の多くはセルビア人が大多数を占めるが、スランカメナチュキ・ヴィノグラディではスロバキア人が多い。

### 町の民族構成
- セルビア人 2万2995人（87.61%）
- クロアチア人 538人（2.05%）
- ユーゴスラビア人 530人（2.02%）
- ウクライナ人 375人（1.43%）
- ハンガリー人 219人（0.83%）
- モンテネグロ人 131人（0.50%） など

## 教育
- ドゥシャン・イェルコヴィッチ小学校
- ペタル・コチッチ小学校
- ヨヴァン・ポポヴィッチ小学校
- ミハイロ・プーピン中等専門学校
- ジョルジェ・ナトシェヴィッチ高校

## 文化
2007年6月26日、インジヤでは「グリーン・フェスト」という音楽イベントの一環として1時間20分間「レッド・ホット・チリ・ペッパーズ」のコンサートが開かれた。世界で最も人気のあるバンドのひとつを見るため、近隣諸国などから9万 - 10万人が押し寄せた。

## スポーツ
インジヤではセルビア第二リーグで活躍するサッカークラブ、FKインジヤとSAAFリーグで活躍するアメフトクラブ、インジヤ・インディアンズが本拠地としている。

## 姉妹都市
- パデルノ・ドゥニャーノ（イタリア）[2]